# Diócesis de Vijayapuram
La diócesis de Vijayapuram (en latín: Dioecesis Viiayapuramensis y en inglés: Roman Catholic Diocese of Vijayapuram) es una circunscripción eclesiástica de la Iglesia católica en India. Se trata de una diócesis latina, sufragánea de la arquidiócesis de Verapoly. Desde el 8 de mayo de 2006 su obispo es Sebastian Thekethecheril.

## Territorio y organización
La diócesis tiene 9000 km² y extiende su jurisdicción sobre los fieles católicos de rito latino residentes en el estado de Kerala en los distritos de: Kottayam e Idukki y en parte de los de Alappuzha, Ernakulam y Pathanamthitta.
La sede de la diócesis se encuentra en la ciudad de Kottayam, en donde se halla la Catedral del Inmaculado Corazón de María.
En 2020 en la diócesis existían 84 parroquias.

## Historia
La diócesis fue erigida el 14 de julio de 1930 con la bula Ad Christi nomen del papa Pío XI, obteniendo el territorio de la arquidiócesis de Verapoly.

## Estadísticas
Según el Anuario Pontificio 2021 la diócesis tenía a fines de 2020 un total de 92 739 fieles bautizados.
| Año                                                                             | Población            | Población | Población      | Sacerdotes | Sacerdotes    | Sacerdotes    | Bautizados por sacerdote | Diáconos permanentes | Religiosos | Religiosos | Parroquias |
| Año                                                                             | Bautizados católicos | Total     | % de católicos | Total      | Clero secular | Clero regular | Bautizados por sacerdote | Diáconos permanentes | Varones    | Mujeres    | Parroquias |
| ------------------------------------------------------------------------------- | -------------------- | --------- | -------------- | ---------- | ------------- | ------------- | ------------------------ | -------------------- | ---------- | ---------- | ---------- |
| 1950                                                                            | 54 703               | 1 803 754 | 3.0            | 40         | 25            | 15            | 1367                     |                      | 16         | 56         | 43         |
| 1970                                                                            | 65 991               | 2 680 000 | 2.5            | 98         | 70            | 28            | 673                      |                      | 38         | 160        | 114        |
| 1980                                                                            | 71 454               | 4 062 030 | 1.8            | 114        | 80            | 34            | 626                      |                      | 48         | 253        | 65         |
| 1990                                                                            | 87 208               | 4 679 044 | 1.9            | 112        | 81            | 31            | 778                      | 1                    | 49         | 378        | 66         |
| 1999                                                                            | 82 986               | 5 103 576 | 1.6            | 113        | 81            | 32            | 734                      | 1                    | 46         | 450        | 69         |
| 2000                                                                            | 71 968               | 4 084 144 | 1.8            | 116        | 83            | 33            | 620                      | 1                    | 98         | 423        | 70         |
| 2001                                                                            | 77 185               | 4 129 145 | 1.9            | 132        | 93            | 39            | 584                      | 3                    | 115        | 429        | 71         |
| 2002                                                                            | 81 303               | 4 631 506 | 1.8            | 133        | 93            | 40            | 611                      | 2                    | 128        | 451        | 72         |
| 2003                                                                            | 81 303               | 3 581 506 | 2.3            | 133        | 93            | 40            | 611                      | 3                    | 110        | 425        | 72         |
| 2004                                                                            | 82 930               | 3 584 506 | 2.3            | 127        | 94            | 33            | 652                      | 3                    | 107        | 470        | 74         |
| 2010                                                                            | 79 021               | 3 864 879 | 2.0            | 163        | 106           | 57            | 484                      | 2                    | 150        | 495        | 80         |
| 2014                                                                            | 86 768               | 3 887 426 | 2.2            | 184        | 113           | 71            | 471                      | 2                    | 149        | 456        | 83         |
| 2017                                                                            | 91 861               | 4 226 601 | 2.2            | 173        | 108           | 65            | 530                      | 2                    | 130        | 476        | 84         |
| 2020                                                                            | 92 739               | 5 325 782 | 1.7            | 175        | 108           | 67            | 529                      |                      | 107        | 435        | 84         |
| Fuente: Catholic-Hierarchy, que a su vez toma los datos del Anuario Pontificio. |                      |           |                |            |               |               |                          |                      |            |            |            |

## Episcopologio
- Juan Vicente Arana Idígoras, O.C.D. † (24 de marzo de 1931-14 de junio de 1946 renunció[nota 1])
- Marcelino Aramburu y Arandía, O.C.D. † (13 de mayo de 1948-1949 renunció)[4]
- Juan Ambrosio Abásolo y Lecue, O.C.D. † (25 de diciembre de 1949-16 de enero de 1971 renunció)[5]
- Cornelius Elanjikal † (16 de enero de 1971-26 de enero de 1987 nombrado obispo de Verapoly)
- Peter Thuruthikonam † (5 de mayo de 1988-8 de mayo de 2006 retirado)
- Sebastian Thekethecheril, desde el 8 de mayo de 2006